# من الأفضل أن تحترس
من الأفضل أن تحترس (بالإنجليزية: Better Watch Out)‏ هو فيلم رعب وغموض تم إنتاجه في أستراليا وصدر في سنة 2017. من بطولة ليفي ميلر وإد اوكسنبولد وباتريك واربورتون.

## القصة
يحكي الفيلم قصة طفل يعيش مع أمه وأبيه فقط ليلة عيد الميلاد، وخلال تلك الليلة يذهب الوالدين إلى إحدى الحفلات ويتركان الطفل «لوك» ذو الـ12 عاماً مع مربيته «آشلي». لكن لوك يكون قد دخل مرحلة المراهقة ويقع بحب مربيته التي ترفض تلك العلاقة بشكلٍ كامل مما يثير سخط الطفل لوك، مما يجعله يخطط لجريمة يقتل بها صديقيها الحميمين وقتل آشلي كمايقوم بقتل صديقه وشريكه بالجريمة بسبب تقبيله آشلي.

## وصلات خارجية
- من الأفضل أن تحترس على موقع IMDb (الإنجليزية)
- من الأفضل أن تحترس على موقع ميتاكريتيك (الإنجليزية)
- من الأفضل أن تحترس على موقع روتن توميتوز (الإنجليزية)
- من الأفضل أن تحترس على موقع نتفليكس (الإنجليزية)
- من الأفضل أن تحترس على موقع ألو سيني (الفرنسية)
- من الأفضل أن تحترس على موقع Turner Classic Movies (الإنجليزية)
- من الأفضل أن تحترس على موقع أول موفي (الإنجليزية)
- من الأفضل أن تحترس على موقع بوكس أوفيس موجو (الإنجليزية)
- من الأفضل أن تحترس على موقع فيلمافينيتي (الإسبانية)
- من الأفضل أن تحترس على موقع قاعدة بيانات الفيلم (الإنجليزية)